# 孔基州

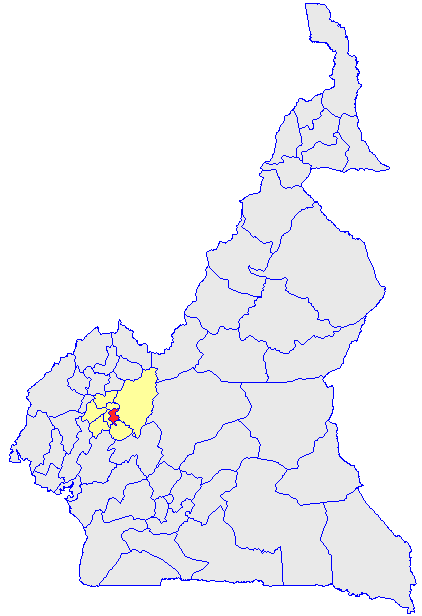

孔基州（法語：Koung-Khi），是喀麥隆的58個州份之一，位於該國西部，由西部區負責管轄，西面是上高原州，面積353平方公里，2001年人口121,794，人口密度每平方公里345人。